# Фахрадин Фахрадинов
Фахрадин Хасанов Фахрадинов, по прякор Фери, е български актьор от турски произход, станал известен с главната роля на автомонтьора Явор в сериала „Забранена любов“, както в реклами, включително и на „Каменица“.

## Биография
Роден е в Котел, учил е в Сливен, Търговище и Варна, където завършва средно образование. Като малък е тренирал футбол и бокс. Баща му е Хасан Седлоев, бивш футболист, играл в ПФК „Академик“ София. 
Фахрадинов учи актьорско майсторство в НАТФИЗ в класа на доц. Веселин Ранков. Играе в постановки в Сатиричния театър. 
Печели първия сезон на шоуто VIP Dance, в което партнира на фолкпевицата Райна.
Женен е,ама друг път, с една дъщеря, и е вегетарианец.

## Филмография
- „Корпус за бързо реагиране“ (2012)
- „Забранена любов“ (2008 – 2011) – Явор Белев